# Eois singularia
Eois singularia är en fjärilsart som beskrevs av William Schaus 1901. Eois singularia ingår i släktet Eois och familjen mätare. Inga underarter finns listade i Catalogue of Life.